# Campeonato Mundial de Atletismo Juvenil de 2005

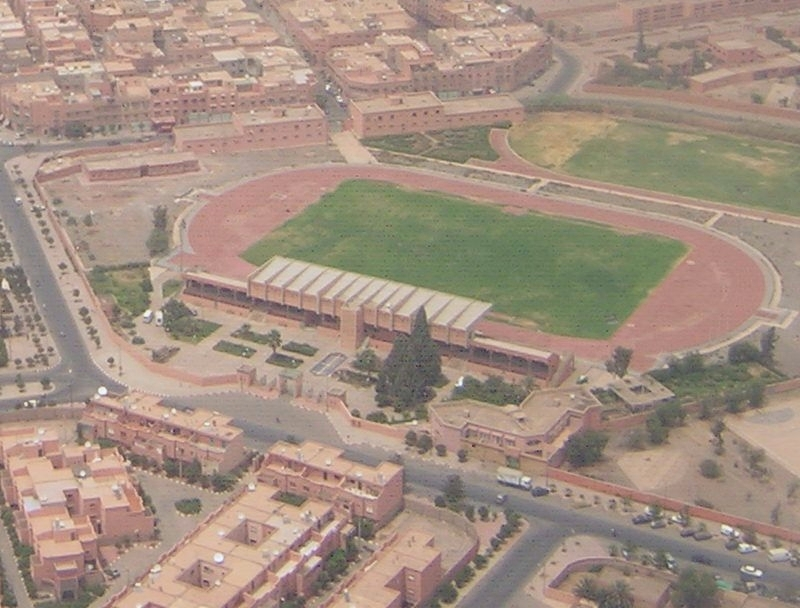
Estádio sede do Campeonato

O Campeonato Mundial de Atletismo Juvenil de 2005 foi a quarta edição do Campeonato Mundial de Atletismo Juvenil. Foi realizado em Marrakesh, Marrocos de 13 a 17 de julho.
O estádio sede foi o Stade Sidi Youssef Ben Ali.

## Resultados

### Masculino
| Evento                 | Ouro                                                                      | Ouro        | Prata                                                                                   | Prata      | Bronze                                                                                             | Bronze      |
| ---------------------- | ------------------------------------------------------------------------- | ----------- | --------------------------------------------------------------------------------------- | ---------- | -------------------------------------------------------------------------------------------------- | ----------- |
| 100 m                  | Harry Aikines-Aryeetey · Grã-Bretanha                                     | 10.35 PB    | Alexander Nelson · Grã-Bretanha                                                         | 10.36      | Keston Bledman · Trindade e Tobago                                                                 | 10.55       |
| 200 m                  | Harry Aikines-Aryeetey · Grã-Bretanha                                     | 20.91 WYL   | Jorge Valcarcel · Cuba                                                                  | 21.08 PB   | Matteo Galvan · Itália                                                                             | 21.14 PB    |
| 400 m                  | Adam El-Nour · Sudão                                                      | 46.56 PB    | Julius Kirwa · Quénia                                                                   | 46.70 PB   | Bryshon Nellum · Estados Unidos                                                                    | 46.81 PB    |
| 800 m                  | Gilbert Keter Kipkurui · Quénia                                           | 1:48.42 CR  | Jackson Kivuna Mumbwa · Quénia                                                          | 1:48.57 PB | Jan Masenamela · África do Sul                                                                     | 1:49.73 NJR |
| 1500 m                 | Belal Mansoor Ali · Bahrein                                               | 3:36.98     | Bader Khalil Bader · Bahrein                                                            | 3:43.70 PB | Abubaker Kaki Khamis · Sudão                                                                       | 3:45.06 PB  |
| 3000 m                 | Abreham Cherkos Feleke · Etiópia                                          | 8:00.90     | Ibrahim Gashu Jeilan · Etiópia                                                          | 8:04.21 PB | Saleh Bakheet Marzooq · Bahrein                                                                    | 8:04.78     |
| 2000 m Obs.            | Abel Mutai Kiprop · Quénia                                                | 5:24.69 WYR | Bisluke Kiplagat Kipkorir · Quénia                                                      | 5:24.87 PB | Abdelghani Aït Bahmad · Marrocos                                                                   | 5:26.52 PB  |
| 110 m B 91.4cm         | Cordera Jenkins · Estados Unidos                                          | 13.35 PB    | Ryan Brathwaite · Barbados                                                              | 13.44      | Gianni Frankis · Grã-Bretanha                                                                      | 13.48 PB    |
| 400 m B 84.0cm         | Abdulagadir Idriss · Sudão                                                | 50.78 WYL   | Mohammed Daak · Arábia Saudita                                                          | 50.90 PB   | David Klech · Estados Unidos                                                                       | 50.90 PB    |
| Marcha atlética 10 km  | Sergey Morozov · Rússia                                                   | 42:26.92    | Vladimir Akhmetov · Rússia                                                              | 42:32.81   | Yusuke Suzuki · Japão                                                                              | 42:43.22 PB |
| Revezamento medley     | Estados Unidos · Isaiah Green · Devin Mays · Zach Chandy · Bryshon Nellum | 1:51.19 WYL | Trindade e Tobago · Kieron Anthony · Keston Bledman · Ade Alleyne-Forte · Kervin Morgan | 1:52.51 PB | Arábia Saudita · M. Hadi Hassan · Mohammed Ali Al-Beshi · M.H Ismail Al-Sabani · Jaber Adel Asseri | 1:52.89 PB  |
| Salto em altura        | Huang Haiqiang · China                                                    | 2.27 CR     | Oleksandr Nartov · Ucrânia                                                              | 2.18       | Alex Soto · Espanha                                                                                | 2.18 PB     |
| Salto com vara         | Yansheng Yang · China                                                     | 5.25 CR     | Scott Roth · Estados Unidos                                                             | 5.25 CR    | Albert Velez · Espanha                                                                             | 5.20        |
| Salto em distância     | Chris Noffke · Austrália                                                  | 7.97w       | Tiberiu Talnar · Roménia                                                                | 7.53w      | Cleiton Sabino · Brasil                                                                            | 7.49 PB     |
| Salto triplo           | Dairo Hector Fuentes · Cuba                                               | 16.63 CR    | Ilya Efremov · Rússia                                                                   | 16.45 PB   | Zhivko Petkov · Bulgária                                                                           | 16.20       |
| Arremesso de peso 5 kg | Jan Petrus Hoffman · África do Sul                                        | 20.99 WYL   | Vladislav Tulacek · Chéquia                                                             | 19.97      | Rosen Karamfilov · Bulgária                                                                        | 19.86       |
| Disco 1 500 g          | Ali Shahrokhi · Irã                                                       | 61.07 PB    | Osmel Charlot · Cuba                                                                    | 60.17 PB   | Antonio e Silva Vital · Portugal                                                                   | 59.30       |
| Martelo 5 kg           | Sandor Palhegyi · Hungria                                                 | 81.89 CR    | Artem Vynnyk · Ucrânia                                                                  | 77.88      | Alexander Smith · Grã-Bretanha                                                                     | 73.77       |
| Dardo 700g             | Noel Meyer · África do Sul                                                | 80.52 WYL   | Roman Avramenko · Ucrânia                                                               | 79.22 PB   | Victor Fatecha · Paraguai                                                                          | 77.21 PB    |
| Octatlo                | Yordani Garcia · Cuba                                                     | 6482 WYR    | Matthias Prey · Alemanha                                                                | 6282 PB    | Cleiton Sabino · Brasil                                                                            | 6218 PB     |

### Feminino
| Evento               | Ouro                                                                            | Ouro        | Prata                                                                        | Prata      | Bronze                                                                        | Bronze      |
| -------------------- | ------------------------------------------------------------------------------- | ----------- | ---------------------------------------------------------------------------- | ---------- | ----------------------------------------------------------------------------- | ----------- |
| 100 m                | Bianca Knight · Estados Unidos                                                  | 11.38 WYL   | Ebony Collins · Estados Unidos                                               | 11.44 PB   | Schillonie Calvert · Jamaica                                                  | 11.44       |
| 200 m                | Aymee Martinez · Cuba                                                           | 22.99 CR    | Bianca Knight · Estados Unidos                                               | 23.33      | LaToya King · Jamaica                                                         | 23.57 PB    |
| 400 m                | Nawal El Jack · Sudão                                                           | 51.19 CR    | Danijela Grgic · Croácia                                                     | 51.30 PB   | Aymee Martinez · Cuba                                                         | 52.04 PB    |
| 800 m                | Teresa Flavious Kwamboka · Quénia                                               | 2:07.42     | Winny Chebet · Quénia                                                        | 2:08.15    | Katherine Katsanevakis · Austrália                                            | 2:08.35     |
| 1500 m               | Sheila Kiprotich Chepkirui · Quénia                                             | 4:12.29 CR  | Yuriko Kobayashi · Japão                                                     | 4:13.96 PB | Bizunesh Mohammed Urgesa · Etiópia                                            | 4:19.34 PB  |
| 3000 m               | Veronica Wanjiru Nyaruai · Quénia                                               | 9:01.61 CR  | Pauline Korikwiang Chemning · Quénia                                         | 9:05.42    | Hitomi Niiya · Japão                                                          | 9:10.34 PB  |
| 100 m B 76.2cm       | April Williams · Estados Unidos                                                 | 13.23 WYL   | Natasha Ruddock · Jamaica                                                    | 13.38      | Theresa Lewis · Estados Unidos                                                | 13.39       |
| 400 m B              | Ebony Collins · Estados Unidos                                                  | 55.96 CR    | Lauren Boden · Austrália                                                     | 58.30      | Aya Miyahara · Japão                                                          | 59.62       |
| Marcha atlética 5 km | Tatyana Kalmykova · Rússia                                                      | 22:14.47 CR | Elmira Alembekova · Rússia                                                   | 22:27.17   | Xue Chai · China                                                              | 22:34.28 PB |
| Revezamento medley   | Estados Unidos · Khrystal Carter · Ebony Collins · Bianca Knight · Brandi Cross | 2:03.93 WYL | Austrália · Jessica Gulli · Olivia Tauro · Megan Hill · Jaimee-Lee Hoebergen | 2:06.58 PB | Brasil · Tatiane Ferraz · Vanda Gomes · Franciela Krasucki · Josiane Valentim | 2:06.60 PB  |
| Salto em altura      | Biwei Gu · China                                                                | 1.87        | Sophia Begg · Austrália                                                      | 1.85       | Yekaterina Yevseyeva · Cazaquistão                                            | 1.85        |
| Salto com vara       | Ekaterini Stefanidi · Grécia                                                    | 4.30 CR     | Keisa Monterola · Venezuela                                                  | 4.30 CR    | Shuo Yu · China                                                               | 4.20 PB     |
| Salto em distância   | Arantxa King · Bermudas                                                         | 6.39 PB     | Eloyse Lesueur · França                                                      | 6.28       | Cornelia Deiac · Roménia                                                      | 6.25 PB     |
| Salto triplo         | Li Sha · China                                                                  | 13.81       | Kaire Leibak · Estónia                                                       | 13.74 PB   | Cristina Bujin · Roménia                                                      | 13.23       |
| Arremesso de peso    | Simone du Toit · África do Sul                                                  | 16.33 WYL   | Bo Li · China                                                                | 15.92 PB   | Dani Samuels · Austrália                                                      | 15.53 PB    |
| Disco                | Dani Samuels · Austrália                                                        | 54.09       | Simone du Toit · África do Sul                                               | 52.10      | Kamorean Hayes · Estados Unidos                                               | 49.64 PB    |
| Martelo              | Bianca Perie · Roménia                                                          | 62.27       | Anna Bulgakova · Rússia                                                      | 62.05      | Dora Levai · Hungria                                                          | 58.80 PB    |
| Dardo                | Zhang Li · China                                                                | 56.66       | Vira Rebryk · Ucrânia                                                        | 56.16      | Yanet Cruz · Cuba                                                             | 51.66       |
| Heptatlo             | Tatyana Chernova · Rússia                                                       | 5875 CR     | Yana Panteleyeva · Rússia                                                    | 5611       | Diana Rach · Alemanha                                                         | 5481 PB     |

## Quadro de medalhas
| Quadro de medalhas |                   |      |       |        |       |
| #                  | País              | Ouro | Prata | Bronze | Total |
| 1                  | Estados Unidos    | 6    | 3     | 4      | 13    |
| 2                  | Quénia            | 5    | 5     | 0      | 10    |
| 3                  | China             | 5    | 1     | 2      | 8     |
| 4                  | Rússia            | 3    | 5     | 0      | 8     |
| 5                  | Cuba              | 3    | 2     | 2      | 8     |
| 6                  | África do Sul     | 3    | 1     | 1      | 5     |
| 7                  | Sudão             | 3    | 0     | 1      | 4     |
| 8                  | Austrália         | 2    | 3     | 2      | 7     |
| 9                  | Grã-Bretanha      | 2    | 1     | 2      | 5     |
| 10                 | Roménia           | 1    | 1     | 2      | 4     |
| 11                 | Bahrein           | 1    | 1     | 1      | 3     |
| 11                 | Etiópia           | 1    | 1     | 1      | 3     |
| 13                 | Hungria           | 1    | 0     | 1      | 2     |
| 14                 | Bermudas          | 1    | 0     | 0      | 1     |
| 14                 | Grécia            | 1    | 0     | 0      | 1     |
| 14                 | Irã               | 1    | 0     | 0      | 1     |
| 17                 | Ucrânia           | 0    | 4     | 0      | 4     |
| 18                 | Japão             | 0    | 1     | 3      | 4     |
| 19                 | Jamaica           | 0    | 1     | 2      | 3     |
| 20                 | Alemanha          | 0    | 1     | 1      | 2     |
| 20                 | Arábia Saudita    | 0    | 1     | 1      | 2     |
| 20                 | Trindade e Tobago | 0    | 1     | 1      | 2     |
| 23                 | Barbados          | 0    | 1     | 0      | 1     |
| 23                 | Croácia           | 0    | 1     | 0      | 1     |
| 23                 | Chéquia           | 0    | 1     | 0      | 1     |
| 23                 | Estónia           | 0    | 1     | 0      | 1     |
| 23                 | França            | 0    | 1     | 0      | 1     |
| 23                 | Venezuela         | 0    | 1     | 0      | 1     |
| 29                 | Brasil            | 0    | 0     | 3      | 3     |
| 30                 | Bulgária          | 0    | 0     | 2      | 2     |
| 30                 | Espanha           | 0    | 0     | 2      | 2     |
| 32                 | Itália            | 0    | 0     | 1      | 1     |
| 32                 | Cazaquistão       | 0    | 0     | 1      | 1     |
| 32                 | Marrocos          | 0    | 0     | 1      | 1     |
| 32                 | Paraguai          | 0    | 0     | 1      | 1     |
| 32                 | Portugal          | 0    | 0     | 1      | 1     |